# 愛德華·德·波諾
愛德華·德·波諾（1933年5月19日—2021年6月9日），馬耳他人，心理學家，牛津大學心理學學士，劍橋大學醫學博士，歐洲創新協會將他列為歷史上對人類貢獻最大的250人之一。他在1960年代末期提出“水平思考”方式，改變了日常人採用“垂直思考”方式容易出現的問題。這種思考方式在1980年代末期曾經在香港大專界掀起一陣熱潮。此外，他在1980年代中期提出的“6 Thinking Hats”TM（六頂思考帽子）思考法至今被廣泛採用。

## 簡歷
愛德華·德·波諾在地中海的島國馬耳他出生。早年在馬耳他聖愛德華書院求學，之後於皇家馬耳他大學取得醫學學位。之後他取得有「全球本科生諾貝爾獎」之稱的羅德獎學金，並前往英國牛津大學讀書，並取得心理學及生理學的榮譽學位，及醫科哲學博士（D.Phil.）。然後，他又在劍橋大學取得另一個哲學博士，並先後任教於牛津大學、倫敦大學、劍橋大學及哈佛大學。波諾已婚，並有兩個兒子。
1969年，波諾成立認知研究基金（Cognitive Research Trust, CoRT），用以繼續支持他的研究，及把他的研究商品化。

## 影響
他出版的著作有73本，代表作為「六頂思考帽」及「水平思考法」被譯成41種語言，行銷54個國家。不少跨國公司總裁、諾貝爾獎得主及各領域的精英都推介他的著作。
課程在大型企業（如微軟、IBM、松下、麥當勞及西門子等公司）得到應用，另外在美、日、英、澳等50多個國家和地區的大、中、小學校，他的思維訓練課程也得到了普及。在紐西蘭的小學，不少課室都掛起了這六頂不同顏色的帽子，用以引導學生在課堂中多作獨立思考。他現時的工作主要為其他人作思考訓練及著書立說，並正在研究“the 6 action shoes”。TM

### 六頂思考帽
這方法強調從不同角度思考同一個問題，客觀地分析各種意見，最後作出結論。六帽子：紅、黃、黑、綠、白和藍。
- 白色思考帽：提供事實與數據，還包含考慮事情的各個面，必須深入地挖掘事實，也必須將他人的意見考慮進來
- 紅色思考帽：代表情緒，直覺，感覺；當戴上紅色思考帽，代表允許表達自己的喜好與感覺，運用在投票與決策
- 黃色思考帽：代表好處，利益，價值；當戴上黃色思考帽，代表專注於考慮事情的正面，思考短、中、長期的好處、價值與利益，也包含了挖掘潛藏的優點
- 黑色思考帽：代表缺點，隱患，問題，風險；當戴上黑色思考帽，代表專注於考慮事情的負面，思考短,中,長期的風險，潛在與明顯的危機，是一頂行動前必須帶上的帽子
- 綠色思考帽：代表創新與創意，是一頂創意帽，水平思考就是綠帽的延伸
- 藍色思考帽：是一頂控制思維的帽子，也稱為帽子的帽子，是一頂主持帽,系統地使用帽子時，必須以藍帽為開始，藍帽為結束

## 已翻譯為中文的著作
1. 水平思考法，桂冠 1991 ISBN 9787508613673
2. 商業機會探索手冊（一）（二），桂冠 1996[民85]
3. 六頂思考帽    桂冠 1996[民85] ISBN 9787203060567
4. 我對你錯，桂冠 1996[民85]
5. 開創新機，桂冠 1996[民85]
6. 創意有方，天下遠見 1998[民87]
7. 本能．學習．理解，業強 1985[ 民74 ]
8. 水平思考五日訓練法，仙人掌 民59[ 1970]
9. 教孩子思考，桂冠 1999 ISBN 9787203061496
10. 思考遊戲（The 5-day Course in Thinking）桂冠 1996
11. 六頂思考帽，桂冠 1996
12. 超競爭，長河 民85
13. 意象思考法，心理 民79
14. 圖解管理思考200則，業強 民73
15. 探求機會的思考方法，臺灣新生代出版 業強總經銷 民72
16. 成功策術，遠流 民76
17. 抓住機會的方法，業強 1986[民75]
18. 用字遣辭面面觀，卓越出版：臺灣英文雜誌總經銷 1986[民75]
19. 思考探奇
20. 應用水平思考法（一）（二）
21. 思考學習
22. 教孩子思考
23. 思考的奧秘－心智的歷程（一）（The Mechanism of Mind）
24. 快樂的思考法（The Happiness Purpose）
25. 開創新機（Future Positive）
26. 在對錯之外思考（Beyond Yes and No）
27. 我對你錯（I am Right You are Wrong）

## 遊戲
他創作數個抽象策略遊戲，如L棋、三點棋

## 外部連結
- Personal website（英文）
- Die Evolution des Bewusstseins （页面存档备份，存于）（德文）

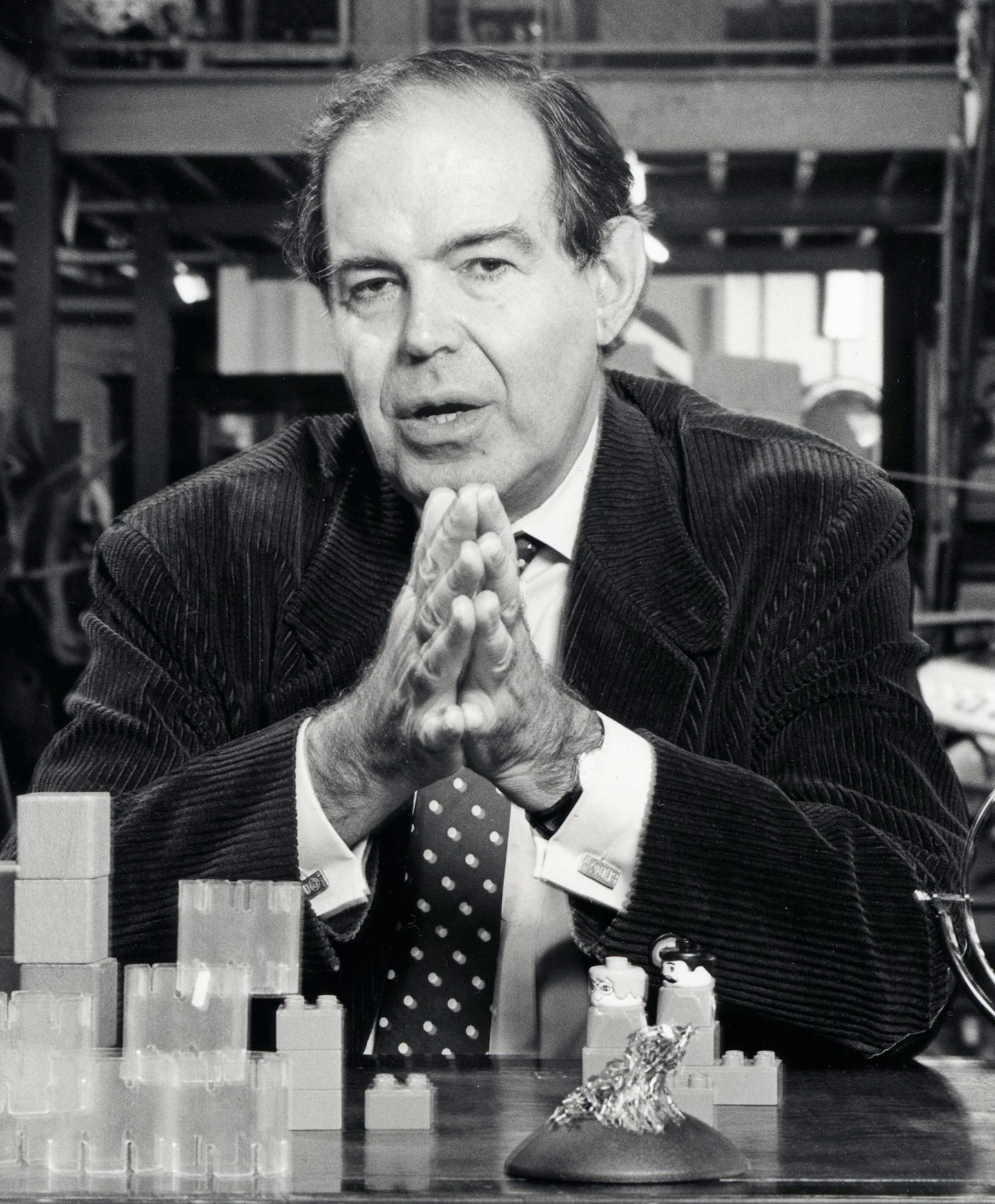
愛德華·德·波諾 (1994)

- Edward de Bono图书 - 卓越亚马逊